# Miradoux
Miradoux (gaskonsko Miradors) je naselje in občina v južnem francoskem departmaju Gers regije Jug-Pireneji. Leta 2008 je naselje imelo 530 prebivalcev.

## Geografija
Naselje leži v pokrajini Gaskonji 48 km severovzhodno od Aucha. Skozenj vodi romarska pot v Santiago de Compostelo z začetkom v Le Puyu, Via Podiensis.

## Uprava
Miradoux je sedež istoimenskega kantona, v katerega so poleg njegove vključene še občine Castet-Arrouy, Flamarens, Gimbrède, Peyrecave, Plieux, Saint-Antoine, Sainte-Mère in Sempesserre s 1.997 prebivalci.
Kanton Miradoux je sestavni del okrožja Condom.

## Zanimivosti
Naselbina je bila ustanovljena kot srednjeveška bastida v letu 1253.
- cerkev sv. Orencija in Ludvika iz 13. stoletja,
- bolnišnica sv. Marije Magdalene.